# Kamenari
Kamenari (Bulgaars: Каменари) is een dorp in Bulgarije. Het is gelegen in de gemeente Elena, oblast  Veliko Tarnovo en telt op 31 december 2018 zo’n 188 inwoners. De oude naam van het dorp is Juroekleri. Het werd omgedoopt tot de Joegotsite op 14 augustus 1934 en tot Kamenari op 9 februari 1951.

## Bevolking
De bevolking van het dorp Kamenari bereikte in 1946 een hoogtepunt met 491 inwoners, maar sindsdien heeft het dorp te kampen met een hevige bevolkingsafname.
| Jaar            | 1934 | 1946 | 1956 | 1965 | 1975 | 1985 | 1992 | 2001 | 2011 | 2018 |
| Aantal inwoners | 466  | 491  | 444  | 386  | 374  | 343  | 319  | 255  | 231  | 188  |

Het dorp heeft een gemengde bevolking: etnische Bulgaren vormen 52% van de bevolking en Bulgaarse Turken vormen 43,6% van de bevolking. In de volkstelling van 2011 werden er ook 5  Roma in het dorp geteld (2,2%).